# 新疆乌头
新疆乌头（学名：Aconitum sinchiangense）为毛茛科乌头属下的一个种。

## 扩展阅读
- 維基物種上的相關：新疆乌头